# Saturnia Acicastello
La Saturnia Acicastello è una società pallavolistica maschile italiana con sede ad Aci Castello: milita nel campionato di Serie A2.

## Storia
La Saturnia Acicastello viene fondata nel 1965: nel corso degli anni partecipa a campionati locali e nazionali, in particolar modo a quelli di Serie B2 e Serie B1. Grazie a una rimodulazione societaria, nella stagione 2019-20 si iscrive alla Serie B.
Prima dell'inizio della stagione 2020-21 acquista il titolo sportivo dal Leverano ed è ammessa in Serie A3: nell'annata 2021-22 sfiora la promozione in Serie A2 battuta nella serie finale dei play-off promozione dalla M&G; l'obiettivo viene raggiunto nella stagione successiva quando è promossa in serie cadetta grazie alla vittoria dei play-off promozione.
Tuttavia, nella tarda primavera 2023, la squadra cede il proprio titolo sportivo per la Serie A2 al Pineto e ufficializza l'acquisto del titolo dalla Callipo, ottenendo il diritto di partecipazione in Superlega, dove esordisce nella stagione 2023-24: a fine campionato retrocede in Serie A2 a seguito dell'ultimo posto in classifica.

## Rosa 2024-2025
| N° | Nome                  | Ruolo | Data di nascita  | Nazionalità sportiva |
| -- | --------------------- | ----- | ---------------- | -------------------- |
| 1  | Luka Bašić            | S     | 29 gennaio 1995  | Francia              |
| 2  | William Rottman       | S     | 29 giugno 2001   | Stati Uniti          |
| 3  | Andrea Argenta        | O     | 1 giugno 1996    | Italia               |
| 5  | Nicolò Volpe          | C     | 11 febbraio 2003 | Italia               |
| 6  | Manuele Lucconi       | S     | 9 febbraio 1999  | Italia               |
| 7  | Filippo Bartolucci    | C     | 23 luglio 2003   | Italia               |
| 8  | Davide Saitta         | P     | 23 giugno 1987   | Italia               |
| 10 | Giulio Sabbi          | S     | 10 agosto 1989   | Italia               |
| 11 | Simone Orto           | S     | 5 luglio 2004    | Italia               |
| 13 | Simone Lombardo       | L     | 6 giugno 1995    | Italia               |
| 14 | Mohammad Manavinezhad | S     | 27 novembre 1995 | Iran                 |
| 15 | Elia Bossi            | C     | 15 agosto 1994   | Italia               |
| 17 | Diego Bartolini       | C     | 4 settembre 2005 | Italia               |
| 33 | Francesco Bernardis   | P     | 10 febbraio 2004 | Italia               |